# Johannes Haantjes
Johannes Haantjes   (Itens, 18 de setembre de 1909 - Leiden, 8 de febrer de 1956) va ser un matemàtic neerlandès.
Format a la universitat de Leiden, en la qual es va doctorar el 1933, va ser professor successivament de les universitats Tècnica de Delft, Lliure d'Amsterdam i de Leiden, fins a la seva sobtada mort el 1956.
Haantjes és recordat per alguns treballs en geometria, notablement per les varietats de Haantjes i per millorar alguns resultats de Liouville sobre la transformació de Möbius.